# Václav Beneš Šumavský

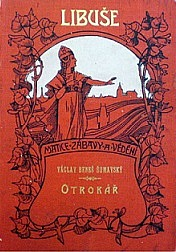
Václav Beneš Šumavský, Otrokář (román z ohroženého českého severu) vydal František Šimáček 1902

Václav Beneš Šumavský, v Knize narozených Waclaw Benesch (16. února 1850 Plzeň – 26. dubna 1934 Poděbrady), byl český novinář, spisovatel a překladatel.

## Životopis
Václav Beneš se narodil v rodině kočího Ondřeje Benesche a Cateriny Beneschowé-Haischmannowé. Základní školu absolvoval v Plzni a reálku v Praze. Po maturitě v roce 1868 pracoval jako novinář a redaktor. Roku 1871 nastoupil jako elév do redakce pražských novin Čech, kde byl v letech 1876–1878 šéfredaktorem. Roku 1872 se oženil s Marií Fučíkovou (1851–1922), se kterou měl pět dětí: Václava (1872) operního pěvce, Kamila (1875–1876), Josefa Vladimíra (1877), Jaroslava (1880) a Bohumilu (1885–1892). Kolem roku 1875 si zvolil přídomek Šumavský, aby se odlišil od Václava Beneše Třebízského.
V letech 1878 až 1883 působil v brněnském listu Moravská orlice. Po návratu do Prahy byl krátce redaktorem Českých novin (přílohy Posel z Prahy), České politiky (příloha deníku Politik) a Hlasu národa, kde redigoval literární přílohu Nedělní listy. V letech 1884–1886 pracoval jako redaktor deníku Národní politika, kam se vrátil opět na konci 90. let 19. století a podle jednoho odkazu měl být jeho šéfredaktorem. Podle jiných zdrojů byl šéfredaktorem až v letech 1906–1927, což bylo v rozporu s tiráží deníku, v níž byla uvedena jiná jména odpovědných redaktorů.
Roku 1925,byl hostem společnosti Lázně Poděbrady. V témže roce se oženil s Josefou Jáchymovou (1879), spisovatelkou.
V roce 1927 odešel na odpočinek a věnoval se převážně překladatelské činnosti. Kromě povídek v lidovém vypravěčském stylu a se svěžím humorem byl tvůrcem dobových románů, vzpomínkových publikací o osobnostech české žurnalistiky a literatury a řady překladů historické a dobrodružné beletrie z francouzštiny, polštiny, ruštiny, angličtiny a němčiny. Jeho konvenčním románům a humoreskám jsou vlastní patos a didaktismus. Je spoluautorem libreta k opeře Vanda od Antonína Dvořáka.
Bydlel v Praze-Spořilov Bl. 56, č. 18, pohřben byl na hřbitově Šárka v Praze.

## Pseudonymy a šifry
Kromě přídomku Šumavský používal pseudonymy K. Sobička, Václav Čech, Vratislav Březina (v Moravské orlici); jeho šifry byly: V.Bš. nebo -vbš-.

## Dílo

### Próza
- V mraku a světle: arabesky a kresby – Brno: vlastním nákladem, 1879
- Několik povídek – Praha: A. Šimáček, 1884
- Nad sopkou: román – Praha: Alois R. Lauermann, 1884
- Z mojí galerie obrázků: novely a humoresky – Praha: A. Šimáček, 1886
- Z komedie života – 1886
- Kdo s koho. Obraz ze současného života Moravského. Obraz soudobého hanáckého města, vedeného odrodilci a Židy – Praha: Ed. Beaufort, 1888
- Všecko nebo nic: román – Praha: Ed. Beaufort, 1889
- Mefistofela: román – Praha: Matice lidu, 1890
- Rodina Kavanova: román – Praha: Matice lidu, 1891
- Brodkovský advokát. Obraz ze současného života Moravského: román – Praha: J. Otto, 1894
- Mladý rek burský: povídka pro mládež – 1900
- Otrokář: román – Praha: František Šimáček, 1902
- Listy ze všední knihy: kresby a humoresky – Praha: Ed. Beaufort,
- Nebezpečné ženy: dva romány – Praha: A. Neubert, 1919
- To se nezapomíná. Z pamětí českého novináře – Jos. R. Vilímek, 1927
- Stříbrná lvice – 1930

### Hra
- Ve víru maloměsta. Obraz ze současného života o čtyřech dějstvích – Praha: A. Neubert, 1934

### Překlady
Překládal převážně historickou, dobrodružnou a komerční literaturu z francouzštiny, polštiny, ruštiny, angličtiny a němčiny.
- Vanda – Julian Surzycki; Antonín Dvořák; z polštiny. Praha: Fr. A. Urbánek, 1876
- Pohled do budoucího ráje, neboli Jaký asi bude svět, až zavládne všude rovnost, volnost a bratrství (utopický román) – Edward Bellamy. František Bačkovský, 1893
- Tři Marie: biblické studie – A. Moody-Stuart; z angličtiny. Praha: Spolek Komenského, 1896
- Věčná otázka a jiné črty – Naděžda Alexandrova Luchmanova; z ruštiny. Praha: F. Šimáček, 1897
- Výlet do Vídně: humoreska – Kamerton; z polštiny. Praha: J. Otto, 1897
- Neznámá matka – Pavel d’Aigremont; z francouzštiny. Praha: Spolek Komenského, 1896
- Děti kapitána Granta – Julius Verne; s ilustracemi Josefa Ulricha a Édouarda Rouxe; z francouzštiny. Praha: Jos. R. Vilímek, 1899 — Brno: Návrat, 1999
- Zlatý ostrov – R. L. Stevenson; z angličtiny. Praha: Jos. R. Vilímek, 1901
- Tři mušketýři po dvaceti letech – Alexander Dumas. Praha: Jos. R. Vilímek, 1918?
- Hra o dědictví – Julius Verne; s ilustracemi George Rouxe. Praha: Jos. R. Vilímek 1927 — Brno: Návrat, 1999
- Patnáctiletý kapitán – Jules Verne; s ilustracemi H. Mayera. Praha: Jos. R. Vilímek, 1927 — Brno: Návrat, 1997
- Zlatovlasá Jesy – Adéla Sergeantová; z angličtiny?. Praha: Šolc a Šimáček, 1929
- Kamelot milionářem: divy a zázraky amerického velkoprůmyslu – Hans Dominik; ilustroval Zdeněk Burian. Praha: J. R. Vilímek, 1930
- Josef Fouché, šarlatán Evropy: román politického člověka; z němčiny – Stephan Zweig. Praha: Jos. R. Vilímek, 1930
- Lola Monte: román tanečnice – Josef Aug. Lux; z němčiny? Praha: Jos. R. Vilímek, 1932
- Burští hrdinové: román statečného národa – Louis Boussenard; ilustroval Zdeněk Burian. Praha: Toužimský & Moravec, 1934
- Ruské pohádky – A. N. Afanasjev; překlad z ruštiny a ilustrace. Praha: A. Drábek, 2001